# Sheena Duncan
Sheena Duncan (7 tháng 12 năm 1932 – 4 tháng 5 năm 2010) là một nhà hoạt động và cố vấn chống Apartheid người Nam Phi. Duncan là con gái của Jean Sinclair, một trong những người đồng sáng lập của Black Sash, một nhóm gồm phụ nữ người Nam Phi da trắng tầng lớp trung lưu cung cấp hỗ trợ cho Nam Phi da đen và ủng hộ việc bãi bỏ phi bạo lực của hệ thống Apartheid. Duncan phục vụ hai nhiệm kỳ với tư cách là thủ lĩnh của Black Sash.

## Lý lịch
Sheena được sinh ra ở Johannesburg, Nam Phi vào năm 1932 với cha mẹ là Robert và Jean Sinclair. Cha cô là một kế toán, sinh ra ở Scotland và đến Nam Phi sau Thế chiến thứ nhất và bị ảnh hưởng bởi quan điểm của ông về sự áp bức giải phóng mặt bằng ở vùng Cao nguyên của Scotland. :76 Jean mẹ cô đã tham gia vào chính trị địa phương trong Đảng Thống nhất, Đảng Tiến bộ và là ủy viên hội đồng thành phố. :314 Cô là con cả trong năm đứa con, có một em gái và ba em trai, và học tại trường Roedean ở Johannesburg, nơi hiệu trưởng, quan điểm tôn giáo và tự do của Ella la Maitre sẽ ảnh hưởng đến cuộc sống của Duncan. :76  :313 Khi còn trẻ, cô đã dành một chút thời gian ở Nam Rhodesia trước khi rời Scotland, nơi cô được giáo dục tại Đại học Khoa học Nội địa Edinburgh, đủ điều kiện nhập học vào năm 1953. :313  Khi trở về Nam Phi, cô kết hôn với kiến trúc sư Neil Duncan vào năm 1955 và định cư ở Nam Rhodesia nơi cô làm giáo viên khoa học trong nước. Họ ở đó tám năm trước khi trở về Nam Phi vào năm 1963 và gia nhập Black Sash và sẽ là chủ tịch của khu vực Transvaal. :99 Khi về hưu của mẹ vào năm 1975, Duncan trở thành chủ tịch của Sash Đen từ năm 1975 đến năm 1978 sau đó giữ chức phó tổng thống trước khi được bầu lại vào năm 1982 cho đến năm 1986. Cô sẽ dành thời gian của mình tại tổ chức chỉnh sửa tạp chí Black Sash và quản lý chi nhánh tại văn phòng tư vấn của Sash. Cô cũng là Điều phối viên Quốc gia của Văn phòng Tư vấn và là thành viên của giám đốc điều hành quốc gia của Sash và là thành viên sáng lập của Black Sash Trust. :77 
Ngoài công việc Black Sash, công việc của cô với tư cách là một nhà vận động nhân quyền bao gồm cô là thành viên của Ủy ban điều phối quốc gia về trả lại người lưu vong, Ủy ban điều tra độc lập về đàn áp không chính thức, một người bảo trợ của Hiệp hội xóa bỏ Death Penalty và làm việc với Chiến dịch kết thúc. :77